# Чемпионат Югославии по футболу 1925
Чемпионат Королевства сербов, хорватов и словенцев по футболу 1925 (сербохорв. Prvenstvo Kraljevini Srba, Hrvata i Slovenaca u fudbalu 1925.) — третий сезон чемпионата КСХС по футболу. Турнир проводился по кубковой системе, команды играли друг с другом один раз. Победившая команда продолжала борьбу за звание чемпиона, проигравшая выбывала из борьбы. Чемпионский титул защитил белградский клуб «Югославия» во второй раз ставший чемпионом Королевства сербов, хорватов и словенцев по футболу.

## Клубы-участники
| Клуб       | Город    |
| ---------- | -------- |
| Бачка 1901 | Суботица |
| Граджянски | Загреб   |
| Илирия     | Любляна  |
| Югославия  | Белград  |
| САШК       | Сараево  |
| Славия     | Осиек    |
| Хайдук     | Сплит    |

## Результаты

### Четвертьфинал
- Югославия 3:2 Хайдук
- Бачка 3:2 Илирия
- Граджянски 6:0 САШК
- Славия (автоматически в полуфинале)

### Полуфинал
- Югославия 3:2 Славия
- Граджянски 3:0 Бачка

### Финал
- Югославия 3:2 Граджянски

## Состав чемпиона
- Немеш, Драгутин
- Ивкович, Милутин
- Петрович, Бранко
- Начевич, Михайло
- Махек, Алойз
- Маркович, Света
- Джорджевич, Джордже
- Тодорович, Бошко
- Йованович, Драган
- Лубурич, Стеван
- Джурич, Владета
- Петкович, Душан
- Секулич, Бранислав
- Главный тренер: Блаха, Карел